# Saúl Coco
Saúl Basilio Coco-Bassey Oubiña, noto semplicemente come Saúl Coco (Lanzarote, 9 febbraio 1999), è un calciatore spagnolo naturalizzato equatoguineano, difensore del Torino e della nazionale equatoguineana.

## Biografia
È nato a Lanzarote da madre spagnola e padre equatoguineano, di origini nigeriane.
Nel dicembre del 2019, ha contratto la malaria in seguito a una puntura da parte di una zanzara; le sue condizioni ne hanno reso necessario il ricovero d'urgenza e l'induzione del coma farmacologico. Nonostante i medici fossero inizialmente convinti che la prognosi sarebbe stata fatale, come dichiarato dal padre di Coco, il giocatore è infine guarito dalla malattia.

## Caratteristiche tecniche
È un difensore centrale la cui forza fisica gli consente di avere la meglio nell'uno contro uno. Di piede destro, può giocare anche da terzino destro ed è abile nel gioco aereo. Si distingue anche per l'abilità nell'impostazione e nel capire le dinamiche di gioco avversarie. Ottimo anche sui calci di punizione, in quanto predispone di una notevole precisione mista a potenza.

## Carriera

### Club

#### Inizi: giovanili e prestito all'Horta
Muove i primi passi da calciatore nell'Orientación Marítima, club che lascia nel 2013 per andare al Las Palmas. Dopo due anni fa ritorno all'Orientación Marítima, con cui milita per un anno nelle giovanili prima di essere ceduto all'Espanyol.
Il 2 agosto 2018 viene ceduto in prestito all'Horta. Con l'Horta fa il suo esordio tra i professionisti il 18 agosto 2018 nel successo per 3-1 contro il Figueres.

#### Las Palmas
Il 18 luglio 2019 viene ufficializzato il suo ritorno al Las Palmas, aggregandosi alla squadra C.
Dopo avere militato nella seconda e nella terza squadra del club il 17 dicembre 2020 esordisce con la prima nel successo per 4-0 contro il Varea in Coppa del Re. Il 6 marzo 2021 debutta invece in campionato nel pareggio interno per 1-1 contro il Rayo Vallecano.
Nella stagione 2022-2023 diventa un titolare della retroguardia dei canarini, realizzando la sua prima rete per loro nella sconfitta per 2-1 contro il Granada del 15 aprile 2023. A fine dell'anno, raggiunge la promozione in Liga con il club.
L'8 ottobre 2023, segna il suo primo gol nella massima serie spagnola, nel successo per 1-2 contro il Villarreal.

#### Torino
Il 17 luglio 2024, Coco viene acquistato dal Torino, in Serie A, per circa 7,5 milioni di euro, più due di bonus, e il 10% di una futura rivendita, firmando un contratto quadriennale con il club granata, con opzione per un'ulteriore stagione. Un mese dopo fa il suo esordio nella serie A italiana, giocando da titolare la partita in casa del Milan, pareggiata per 2-2. Il 30 agosto segna la sua prima rete con i granata, decisiva per il successo in casa del Venezia.

### Nazionale
Ha esordito con la nazionale equatoguineana alla prima convocazione il 3 settembre 2017 in occasione dell'amichevole persa 2-1 contro il Benin. Successivamente è stato convocato per la Coppa delle nazioni africane 2021 e per la Coppa delle nazioni africane 2023.

## Statistiche

### Presenze e reti nei club
Statistiche aggiornate al 7 aprile 2025.
| Stagione          | Squadra             | Campionato        | Campionato | Campionato | Coppe nazionali | Coppe nazionali | Coppe nazionali | Coppe continentali | Coppe continentali | Coppe continentali | Supercoppe | Supercoppe | Supercoppe | Totale | Totale |
| Stagione          | Squadra             | Comp              | Pres       | Reti       | Comp            | Pres            | Reti            | Comp               | Pres               | Reti               | Comp       | Pres       | Reti       | Pres   | Reti   |
| ----------------- | ------------------- | ----------------- | ---------- | ---------- | --------------- | --------------- | --------------- | ------------------ | ------------------ | ------------------ | ---------- | ---------- | ---------- | ------ | ------ |
| 2020-2021         | Las Palmas Atlético | SF                | 5+4        | 0          | -               | -               | -               | -                  | -                  | -                  | -          | -          | -          | 9      | 0      |
| 2020-2021         | Las Palmas          | SD                | 2          | 0          | CR              | 2               | 0               | -                  | -                  | -                  | -          | -          | -          | 4      | 0      |
| 2021-2022         | Las Palmas          | SD                | 11         | 0          | CR              | 1               | 0               | -                  | -                  | -                  | -          | -          | -          | 12     | 0      |
| 2022-2023         | Las Palmas          | SD                | 36         | 1          | CR              | 1               | 0               | -                  | -                  | -                  | -          | -          | -          | 37     | 1      |
| 2023-2024         | Las Palmas          | PD                | 30         | 1          | CR              | 1               | 0               | -                  | -                  | -                  | -          | -          | -          | 31     | 1      |
| Totale Las Palmas | Totale Las Palmas   | Totale Las Palmas | 79         | 2          |                 | 5               | 0               |                    | -                  | -                  |            | -          | -          | 84     | 2      |
| 2024-2025         | Torino              | A                 | 29         | 2          | CI              | 2               | 0               | -                  | -                  | -                  | -          | -          | -          | 31     | 2      |
| Totale carriera   | Totale carriera     | Totale carriera   | 112+4      | 4          |                 | 7               | 0               |                    | -                  | -                  |            | -          | -          | 123    | 4      |

### Cronologia presenze e reti in nazionale
| Cronologia completa delle presenze e delle reti in nazionale ― Guinea Equatoriale | Cronologia completa delle presenze e delle reti in nazionale ― Guinea Equatoriale | Cronologia completa delle presenze e delle reti in nazionale ― Guinea Equatoriale | Cronologia completa delle presenze e delle reti in nazionale ― Guinea Equatoriale | Cronologia completa delle presenze e delle reti in nazionale ― Guinea Equatoriale | Cronologia completa delle presenze e delle reti in nazionale ― Guinea Equatoriale | Cronologia completa delle presenze e delle reti in nazionale ― Guinea Equatoriale | Cronologia completa delle presenze e delle reti in nazionale ― Guinea Equatoriale |
| Data                                                                              | Città                                                                             | In casa                                                                           | Risultato                                                                         | Ospiti                                                                            | Competizione                                                                      | Reti                                                                              | Note                                                                              |
| --------------------------------------------------------------------------------- | --------------------------------------------------------------------------------- | --------------------------------------------------------------------------------- | --------------------------------------------------------------------------------- | --------------------------------------------------------------------------------- | --------------------------------------------------------------------------------- | --------------------------------------------------------------------------------- | --------------------------------------------------------------------------------- |
| 3-9-2017                                                                          | Malabo                                                                            | Guinea Equatoriale                                                                | 1 – 2                                                                             | Benin                                                                             | Amichevole                                                                        | -                                                                                 |                                                                                   |
| 9-10-2017                                                                         | Bata                                                                              | Guinea Equatoriale                                                                | 3 – 1                                                                             | Mauritius                                                                         | Amichevole                                                                        | -                                                                                 |                                                                                   |
| 28-5-2018                                                                         | Machakos                                                                          | Kenya                                                                             | 1 – 0                                                                             | Guinea Equatoriale                                                                | Amichevole                                                                        | -                                                                                 | 46’                                                                               |
| 17-11-2018                                                                        | Bata                                                                              | Guinea Equatoriale                                                                | 0 – 1                                                                             | Senegal                                                                           | Qual. Coppa d'Africa 2019                                                         | -                                                                                 | 90+5’                                                                             |
| 25-3-2019                                                                         | Riad                                                                              | Arabia Saudita                                                                    | 3 – 2                                                                             | Guinea Equatoriale                                                                | Amichevole                                                                        | -                                                                                 |                                                                                   |
| 7-10-2021                                                                         | Malabo                                                                            | Guinea Equatoriale                                                                | 1 – 0                                                                             | Tunisia                                                                           | Qual. Mondiali 2022                                                               | 1                                                                                 |                                                                                   |
| 10-10-2021                                                                        | Nouakchott                                                                        | Mauritania                                                                        | 1 – 1                                                                             | Guinea Equatoriale                                                                | Qual. Mondiali 2022                                                               | -                                                                                 |                                                                                   |
| 13-11-2021                                                                        | Malabo                                                                            | Guinea Equatoriale                                                                | 1 – 0                                                                             | Tunisia                                                                           | Qual. Mondiali 2022                                                               | -                                                                                 | 45+2’                                                                             |
| 16-11-2021                                                                        | Nouakchott                                                                        | Mauritania                                                                        | 1 – 1                                                                             | Guinea Equatoriale                                                                | Qual. Mondiali 2022                                                               | 1                                                                                 |                                                                                   |
| 12-1-2022                                                                         | Douala                                                                            | Guinea Equatoriale                                                                | 0 – 1                                                                             | Costa d'Avorio                                                                    | Coppa d'Africa 2021 - 1º turno                                                    | -                                                                                 |                                                                                   |
| 16-1-2022                                                                         | Douala                                                                            | Algeria                                                                           | 0 – 1                                                                             | Guinea Equatoriale                                                                | Coppa d'Africa 2021 - 1º turno                                                    | -                                                                                 |                                                                                   |
| 20-1-2022                                                                         | Limbe                                                                             | Sierra Leone                                                                      | 0 – 1                                                                             | Guinea Equatoriale                                                                | Coppa d'Africa 2021 - 1º turno                                                    | -                                                                                 |                                                                                   |
| 26-1-2022                                                                         | Limbe                                                                             | Mali                                                                              | 0 – 0 dts (5 – 6 dtr)                                                             | Guinea Equatoriale                                                                | Coppa d'Africa 2021 - Ottavi di finale                                            | -                                                                                 |                                                                                   |
| 30-1-2022                                                                         | Yaoundé                                                                           | Senegal                                                                           | 3 – 1                                                                             | Guinea Equatoriale                                                                | Coppa d'Africa 2021 - Quarti di finale                                            | -                                                                                 |                                                                                   |
| 24-3-2023                                                                         | Malabo                                                                            | Guinea Equatoriale                                                                | 2 – 0                                                                             | Botswana                                                                          | Qual. Coppa d'Africa 2023                                                         | 1                                                                                 |                                                                                   |
| 28-3-2023                                                                         | Francistown                                                                       | Botswana                                                                          | 2 – 3                                                                             | Guinea Equatoriale                                                                | Qual. Coppa d'Africa 2023                                                         | -                                                                                 |                                                                                   |
| 13-10-2023                                                                        | Malabo                                                                            | Guinea Equatoriale                                                                | 0 – 0                                                                             | Burkina Faso                                                                      | Amichevole                                                                        | -                                                                                 | 83’                                                                               |
| 15-11-2023                                                                        | Malabo                                                                            | Guinea Equatoriale                                                                | 0 – 3 tav                                                                         | Namibia                                                                           | Qual. Mondiali 2026                                                               | -                                                                                 |                                                                                   |
| 20-11-2023                                                                        | Paynesville                                                                       | Liberia                                                                           | 3 – 0 tav                                                                         | Guinea Equatoriale                                                                | Qual. Mondiali 2026                                                               | -                                                                                 |                                                                                   |
| 14-1-2024                                                                         | Abidjan                                                                           | Nigeria                                                                           | 1 – 1                                                                             | Guinea Equatoriale                                                                | Coppa d'Africa 2023 - 1º turno                                                    | -                                                                                 |                                                                                   |
| 18-1-2024                                                                         | Abidjan                                                                           | Guinea Equatoriale                                                                | 4 – 2                                                                             | Guinea-Bissau                                                                     | Coppa d'Africa 2023 - 1º turno                                                    | -                                                                                 |                                                                                   |
| 22-1-2024                                                                         | Abidjan                                                                           | Guinea Equatoriale                                                                | 4 – 0                                                                             | Costa d'Avorio                                                                    | Coppa d'Africa 2023 - 1º turno                                                    | -                                                                                 |                                                                                   |
| 28-1-2024                                                                         | Abidjan                                                                           | Guinea Equatoriale                                                                | 0 – 1                                                                             | Guinea                                                                            | Coppa d'Africa 2023 - Ottavi di finale                                            | -                                                                                 |                                                                                   |
| 5-6-2024                                                                          | Tunisi                                                                            | Tunisia                                                                           | 1 – 0                                                                             | Guinea Equatoriale                                                                | Qual. Mondiali 2026                                                               | -                                                                                 |                                                                                   |
| 10-6-2024                                                                         | Malabo                                                                            | Guinea Equatoriale                                                                | 1 – 0                                                                             | Malawi                                                                            | Qual. Mondiali 2026                                                               | -                                                                                 |                                                                                   |
| 5-9-2024                                                                          | Orano                                                                             | Algeria                                                                           | 2 – 0                                                                             | Guinea Equatoriale                                                                | Qual. Coppa d'Africa 2025                                                         | -                                                                                 | 45+3’                                                                             |
| 9-9-2024                                                                          | Malabo                                                                            | Guinea Equatoriale                                                                | 2 – 2                                                                             | Togo                                                                              | Qual. Coppa d'Africa 2025                                                         | -                                                                                 |                                                                                   |
| 21-3-2025                                                                         | Malabo                                                                            | Guinea Equatoriale                                                                | 2 – 0                                                                             | São Tomé e Príncipe                                                               | Qual. Mondiali 2026                                                               | -                                                                                 |                                                                                   |
| 24-3-2025                                                                         | Johannesburg                                                                      | Namibia                                                                           | 1 – 1                                                                             | Guinea Equatoriale                                                                | Qual. Mondiali 2026                                                               | 1                                                                                 |                                                                                   |
| Totale                                                                            |                                                                                   | Presenze                                                                          | 29                                                                                |                                                                                   | Reti                                                                              | 4                                                                                 |                                                                                   |